# Mirosław Rzepkowski
Mirosław Rzepkowski (n. 19 iunie 1959, Wrocław, Republica Populară Polonă) este un trăgător de tir ce a reprezentat Polonia, medaliat olimpic. A participat la o ediție a Jocurilor Olimpice (1996) în care a câștigat o medalie de argint.

## Participări
Lista de mai jos prezintă principalele competiții la care a participat Mirosław Rzepkowski de-a lungul carierei.
- shooting at the 1996 Summer Olympics – men's skeet[*]